# ITF Women's La Marsa 2013
L'ITF Women's La Marsa 2013 è stato un torneo di tennis facente parte della categoria ITF Women's Circuit nell'ambito dell'ITF Women's Circuit 2013. Il torneo si è giocato a La Marsa in Tunisia dall'8 al 14 aprile 2013 su campi in terra rossa e aveva un montepremi di $25,000.

## Vincitrici

### Singolare
Yvonne Meusburger ha battuto in finale  Viktorija Kan con il punteggio di 6–3, 6–4

### Doppio
Réka-Luca Jani /  Evgenija Paškova hanno battuto in finale  Danka Kovinić /  Laura Pigossi con il punteggio di 6–3, 4–6, [10–5]